# Moodle
A Moodle egy nyílt forráskódú, szabad (GNU GPL) licenc alatt terjesztett, PHP nyelven íródott eLearning keretrendszer. A Moodle önmagát CMS-nek nevezi (Course Management System), de a klasszikus eLearning keretrendszerek osztályozása alapján egy LMS (Learning Management System) rendszernek tekinthetjük. A Moodle-t eredetileg az ausztrál Martin Dougiamas WebCT rendszergazda fejlesztette ki, hogy segítse az oktatókat olyan online kurzusok létrehozásában, amelyek középpontjában az együttműködés, a tartalom együttes építése és a folyamatos fejlődés áll.
A Moodle projekt több olyan különálló, de összefüggő elemből áll, mint:
- a szoftver: ez a fő Moodle platform, amelyet a Moodle Pty Ltd (ez az ausztrál cég Moodle központja) fejleszt.
- a Moodle közösség, több mint egymillió regisztrált felhasználóval,[forrás?] akik a Moodle közösségi oldalon keresztül ingyenes támogatást nyújtanak egymásnak, megosztják egymással ötleteiket, kódjaikat és információikat.
- a Moodle Partnerhálózata biztosítja a Moodle jelenlétét a kereskedelemben, és így biztosítja a finanszírozás nagy részét a Moodle Pty Ltd keresztül történő díjfizetéssel.

## A Moodle által támogatott eLearning szabványok
- ADL SCORM
- LAMS
- IMS Common Cardridge

## Története
- Martin WebCT rendszergazda (Curtin University of Technology) - valami „jobbat” szeretne kitalálni
- Moodle 1.0 (2002. augusztus 20.)
- Moodle 1.1 (2003. augusztus 29.)
- Moodle 1.2 (2004. március 20.)
- Moodle 1.3 (2004. május 25.)
- Moodle 1.4 (2004. augusztus 31.)
- Moodle 1.5 (2005. június 5.)
- Moodle 1.6 (2006. június 20.)
- Moodle 1.7 (2006. november 7.)
- Moodle 1.8 (2007. március 30.
- Moodle 1.9 (2008. március 3.)
- Moodle 2.0 (2010. november 24.)
- Moodle 2.1 (2011. július 1.)
- Moodle 2.2 (2011. december 5.)
- Moodle 2.7 (2014. május 12.)
- Moodle 2.9 (2015. május 11.)
- Moodle 3.6 (2018. december 3.)
- Moodle 5.0 (2025. április 14.)

## Jellemzők
Moodle számos funkciót tekintve egy e-learning platform néhány eredeti újítással (például a szűrőrendszer).[pontosabban?] A Moodle-t sokféle területen lehet alkalmazni, mint például az oktatás, képzés és fejlesztés, valamint az üzleti beállításokat.
Néhány tipikus jellemzője
- vitafórum
- fájlok letöltése
- osztályozás
- Moodle azonnali üzenetek
- online naptár
- online hírek és a közlemények (főiskolai és tanfolyami szint)
- online kvíz
- wiki

A fejlesztők pluginok létrehozásával kiterjesztették Moodle moduláris konstrukciót és új funkciókat adtak a Moodlenak.
A Moodle infrastruktúra sokféle plugint támogat:
- tevékenységek (beleértve a szót, és matematikai játékok)
- erőforrás típust
- kérdés típusok (feleletválasztós, igaz és hamis, töltse ki az üres mezőket, stb.)
- adatmező típusa (az adatbázis-tevékenység)
- grafikus témák
- hitelesítési módszerek (a szükséges felhasználónevet és jelszót elérhetőség)
- beiratkozási módszerek
- tartalmi szűrők

A Moodle felhasználók használhatják a PHP-t, hogy új modulokat hozhassanak létre. A Moodle a kezdetektől fogva támogatja a nyílt forráskódú programozók munkáját. Ez is hozzájárult a gyors fejlődéshez és hibajavításhoz.

## Telepítés
A felhasználók a Moodle információs forrásból tudják telepíteni, ehhez azonban nagyobb technikai tudás kell, mint más automatizálási technológiák, mint például egy Debian csomag telepítéséhez vagy a telepítés kész TurnKey Moodle készülék vagy a Bitnami telepíéséhez.
Néhány ingyenes Moodle hosting szolgáltató lehetővé teszi az oktatók számára Moodle-alapú online osztályok létrehozását mindenféle telepítés vagy a szerver ismeretek nélkül. Néhány fizetett Moodle hosting szolgáltató értéknövelt szolgáltatásokat is árul, mint például a testreszabhatóság és tartalmi fejlesztés.

## Interoperabilitás
A Moodle módosítás nélkül fut Unix, Linux, FreeBSD, Windows, Mac OS, NetWare és egyéb rendszerek alatt, amely támogatja a PHP-t és az adatbázist, melyeket a legtöbb webhoszting szolgáltató támogat.
Az adatok egy adatbázisban tárolódnak. A Moodle adatbáziok a MySQL 1.6-os vagy PostgreSQL 1.7-os verzióját használják. A 2006 novemberében megjelent Moodle verzió teljes mértékben kihasználja az adatbázis absztrakciót, így a telepítő sokféle adatbázisszerver közül választhat, mint például az Oracle és a Microsoft SQL Server.
A Moodle interoperabilitás jellemzői a következők:
- hitelesítés, az LDAP, Shibboleth, vagy egyéb szabványos módszerek (pl. IMAP)
- beiratkozás, a IMS Enterprise többek között szokásos módszerekkel, vagy a közvetlen együttműködés a külső adatbázis
- vetélkedők és kvíz kérdések, így az import / export számos formátumok: GIFT (moodle saját formátum), IMS QTI, XML és XHTML (NB bár exportnál nagyon jól működik, az import jelenleg nem teljes). Moodle különféle típusú kérdések - Számított, Leírás, esszé, Matching, Beépített válaszok, többszörös választás, rövid válasz, numerikus, Random rövid válasz Matching, Igaz / hamis.
- források segítségével IMS Content Packaging, SCORM, AICC (CBT), LAMS
- integráció más Content Management Systems, mint a Drupal vagy PostNuke (via harmadik fél kiterjesztések)
- hírszolgáltatás, RSS-vagy Atom hírforrások - külső hírforrások is megjelenhetnek egy tanfolyamon, és fórumokat, blogokat és egyéb funkciókat is elérhetővé kell tenni, hogy más hírforrások is hozzáférhessenek.

A Moodle import funkció segítségével egyéb speciális rendszerek is használhatók, mint például vetélkedők vagy teljes kurzus importálása Blackboard-ból vagy WebCT-ből. Ezek az import eszközök azonban nem tökéletesek.

### A Moodle 2.0 újdonságai
- File API
- Repository API
- Portfolio API
- Megújult biztonsági mentés
- Megújult navigáció és blokk-kezelés
- Globális csoportok
- Feltételes tevékenységek
- Új WYSIWYG szerkesztő
- Telepítés és kezelés parancssorból